# Dicranum crispulum
Dicranum crispulum är en bladmossart som beskrevs av C. Müller och Kindberg in Macoun 1892. Dicranum crispulum ingår i släktet kvastmossor, och familjen Dicranaceae. Inga underarter finns listade i Catalogue of Life.